# 袁州路
袁州路，元朝时设置的路。
至元十九年（1282年），升袁州改为袁州路，治所在宜春县（今江西省宜春市）。属江西行省。辖境相当今江西省宜春、萍乡二市及分宜、万载二县地。至正十年（1360年），朱元璋改为袁州府。 